# Jacques Chonchol
Jacques Chonchol (26 de março de 1926 - 5 de outubro de 2023) foi um político e professor chileno conhecido por seu trabalho no movimento de reforma agrária chilena durante a década de 1960 e início da década de 1970. Chonchol serviu de 1970 a 1972 como Ministro da Agricultura no governo do presidente Salvador Allende. Ele se refugiou em uma embaixada estrangeira durante o golpe e foi autorizado a deixar o Chile e ir para a Venezuela. Ele então se mudou para a França, mas retornou ao Chile em 1994.

## Reforma agrária
Em 1965, em plena reforma agrária chilena, o presidente Eduardo Frei Montalva o nomeou para chefiar o Instituto de Desenvolvimento Agrário (INDAP). Cholchol permitiu a transformação da instituição de agência técnica em "liga camponesa". Insatisfeito com o facto de a reforma agrária não ter ido suficientemente rápido, deixou o INDAP em 1968 e em 1969 tornou-se membro fundador do Movimento de Ação Unitária Popular (MAPU). Em 1970 foi nomeado pelo presidente Salvador Allende ministro da Agricultura, cargo que ocupou até 1972.

## Falecimento
Jacques Chonchol faleceu em 5 de outubro de 2023, aos 97 anos